# Hosszúcsőrű ökörszembujkáló
A hosszúcsőrű ökörszembujkáló (Rimator malacoptilus) a madarak osztályának verébalakúak (Passeriformes) rendjébe és a Pellorneidae családjába tartozó faj.

## Rendszerezése
A fajt Edward Blyth angol zoológus írta le 1847-ben.

## Előfordulása
Dél- és Délkelet-Ázsiában, Kína, India, Mianmar és Nepál területén honos. A természetes élőhelye a mérsékelt övi erdők. Állandó, nem vonuló faj.

## Megjelenése
Testhossza 11-12 centiméter, testtömege 18-21 gramm.

## Életmódja
Az aljnövényzetben keresgéli gerinctelenekből álló táplálékát.